# 闪灵二人组
《閃靈二人组》，是青树佑夜原作、綾峰欄人負責作畫的日本漫畫作品。講敘的是由天野銀次、美堂蠻兩人組成的「閃靈二人組」，幫助他人奪回失去的東西。於講談社《週刊少年Magazine》1999年17號至2007年12號間連載，單行本全39冊。
2002年10月5日至2003年9月20日，在TBS電視網首播同名電視動畫。並出過電子遊戲。

## 劇情概要
美堂蠻與天野銀次二人為“閃靈二人組”之拍擋。憑著二人之獨特能力，組成“奪還小組”，幫助委託人尋回遺失或被奪取之物件。本故事主要描述二人奪回物品之過程。

## 登場人物

### 閃靈二人組(奪還屋GetBackers)
美堂蠻（Mido Ban）
配音員：神奈延年／少年：進藤尚美／PS版：森山榮治／PS2版：森久保祥太郎（日本）；魏伯勤（台灣）
生日：12月17日／星座：新蛇夫座／血型：B型／身高：175cm／體重：58kg
绰号邪眼男。暱稱「小蠻（蛮ちゃん）」，名字是王波兒所取。因為剛出生不久的他狠狠的踢了戴爾·凱薩與王波兒好幾腳，王在一怒之下將之取名為「野蠻的『蠻』」，否則王波兒打算將之取名為「与作」。
有着四分之一的魔女及四分之一的德國血统，是「二十世紀最後魔女」的孫子。拥有能让人看到一分钟幻觉的“邪眼”的能力以及可用200公斤握力來撕裂对方身体的“蛇咬”（snake bite）兩項特殊能力，同時右手寄宿著惡魔之手力量足以和整個無限城對抗。
右手的惡魔之手剛出生即被父親戴爾‧凱薩封印著，若強行解開身體會崩潰。小時候為了保護自己的生母解開了封印、將對方全數傷死，母親受到驚嚇，之後母親一直鄙視他、稱他「惡魔之子」，令他大受打擊。
之後他被祖母的徒弟瑪莉亞收養，在8歲回到日本後離開瑪莉亞身邊，和邪馬人和卑彌乎組成搶奪專家，一直到邪馬人28歲生日因為巫毒之子的詛咒將邪馬人殺死。逃到無限城遇到銀次，兩人大打一架，之後兩人組成閃靈二人組共同行動。
自尊心很強，獨斷獨行說話又惡毒，使得大多數的人對他的第一印象都不太好，不過他其實也有替人著想的溫柔。多才多藝，會小提琴，對藝術有相當豐富的知識而且對藝術相當講求。
實力的成長速度非常快，至今從未敗給任何人，一旦真正發狠就算速度和威力都居下風卻還是能夠逐漸把敵人逼入死角，那種每次度過危機就能變得更強的高度學習能力被人稱為「戰鬥天才」。
邪眼的使用限制：24小時之內只能使用三次，而且這段時間內不能對同一個目標連續使用。一旦使用第四次就會使自己從世界上消失，連他人的記憶中關於自己的也都會消失。
天野銀次
配音員：森久保祥太郎／幼少期：白石涼子／PS版：下崎紘史／PS2版：山口勝平（日本）；于正昇（台灣）
生日：4月19日／星座：新牡羊座／血型：O型／身高：176cm／體重：62kg
绰号雷帝。在无限城长大的孤儿，是裏新宿中最强的统治团体VOLTS的前领导人。全身能够吸收并发出高压电流。有著驚人的恢復力，即使受重傷也會以比一般人還快好幾倍的速度痊癒，甚至只要把手指插入插座充電也很快就會回復。
個性十分溫柔善良，是一對女性沒戒心的好好先生，不過既冒失又很沒常識，惹出不少笑話。是惡鬼之戰中最後的獲勝者，成為創世紀之王而前往天國之門。
銀次的另一人格為雷帝：銀次吸收無限城的電力後的狀態，不會判斷善惡，只為了調整世界而存在的守護者，會將所有的敵人跟障礙物全部毀滅的無限城的暴君。為無限城力量的化身，也是銀次的憤怒能量，雷帝的力量就是無限城的力量，他可以無限的從無限城中獲取力量，在無限城中是無敵在無限城外也是最強等級的怪物。擁有可以在瞬間釋放5000萬～1億伏特的絕對力量，由電流產生的熱能可以融化岩石和鋼鐵，他所發出的高周波連人體體內的血都能蒸發，不管銀次受到什麼傷害只要變成雷帝傷口都會瞬間恢復，至今和發揮100％力量的雷帝交手後還能沒事的只有阿蠻一個。最後與巫毒之王戰鬥後完成任務便消失掉了。
趴趴銀次(Q版銀次)：只有銀次平常的2.5頭身，類似趴趴熊的樣子，是銀次為逃避現實常出現的狀態，動畫與漫畫極受歡迎的搞笑角色。

### VOLTS
風鳥院花月（ふうちょういん かづき）
配音員：保志總一朗／幼少期：小林由美子／PS版：矢澤喜代美／PS2版：石田彰（日本）；劉傑（台灣）
生日：1月1日／星座：新射手座／血型：AB型／身高：176cm／體重：59kg
綽號絃之花月。風鳥院流弦術本家的殘存者。因家教從小就以女生打扮，但其實際上為男性。曾因為想要探索無限城的真相進入夾層地帶，也因此得到了"聖痕"，後來因為無法抑止"聖痕"的力量而橫掃敵人便被人稱做顫慄貴公子。
曾為在無限城下層稱霸一時的組織「風雅」的首領，後為跟隨雷帝·天野銀次而加入「VOLTS」。很愛八卦，常常用絃竊聽，或是去查些多餘的資訊。夜半為其弟弟，非常期待他的到來，但因家人將他送至裏風鳥院，謊稱其為死胎，所以沒有多加過問，對弟弟非常溫柔。
冬木士度（ふゆき しど）
配音員：星野貴紀／PS版：岸祐二／PS2版：上田祐司（日本）；宋克軍（台灣）
生日：8月12日／星座：新獅子座／血型：A型／身高：182cm／體重：72kg
綽號：馴獸師。魔裡人四木族冬木的後代，有把動物的能力移到自己身上的「百獸擬態」的能力。可以很快控制動物。能夠召喚動物來幫忙作戰。美堂給他的綽號是「耍猴的」，兩人的關係非常差。其四木族的力量是「覺醒」。
在銀次離開「VOLTS」與無限城後，跟著離開無限城。為了生活而幫阿久津俊介工作，而在『ACT. 4。奪回生命之「音」』後開始當起奪還專家。與小圓是男女朋友，並且同居。體內的「鬼魔羅」是天國之門的第二把鑰匙。
來柾（くるす まさき）
配音員：堀秀行（日本）；符爽（台灣）
生日：4月3日／星座：新雙魚座／血型：A型／身高：186cm／體重：92kg
綽號：閃光支配者。巴比倫城出身。操縱閃光（光之精靈）進行攻擊，能夠透過操縱光線使對手看見幻影也能遮蔽他人視線。在加入VOLTS之前就已經*得到聖痕，看到三種未來。VOLTS解散後為了守護第二個未來而轉入巫毒之王麾下。海溫的前男友。為托拉斯智囊團的一員。
馬克貝斯／MAKUBEX（マクベス）
配音員：齋賀觀月／PS2版：高山南（日本）；魏晶琦（台灣）
生日：11月1日／星座：新天秤座／血型：AB型／身高：160cm／體重：52;kg
綽號：少年王。是由銀次在無限城中撿到的棄嬰。長大後，透過藥店阿健的啟發，成為電腦天才。在銀次離開無限城後成為無限城下層世界的統治者。名字的由來是在他被撿到時，袋子上的名牌「間久部」，取其羅馬拼音MAKUBE，後面再加上象徵未知的「X」而得。
母親為間久部博士，長得像洋娃娃，波浪長髮，是托拉斯智囊團之重要人物，倉庫計算結果中那0.01%未知數，兩個的其中之一。
筧十兵衛（かけい じゅうべえ）
配音員：子安武人／幼少期：朴璐美／PS2版：山寺宏一（日本）；宋克軍（台灣）
生日：8月21日／星座：新獅子座／血型：A型／身高：180cm／体重：82kg
绰号：飞针十兵卫。“VOLTS”成员之一。与花月是好友，也曾為其旗下「風雅」的幹部，认为自己是为保护花月而生的。使用的武學為筧流針術，平常的武器都只是一般的飛針，但其中的奧義是用帶有磁性的太極石來操控以黑磁礦打造的黑針，不過在使用上非常傷身體，所以不常用。
与花月在无限城的战斗时(ACT.6)因為過度使用太極石失明，之後曾為了醫治眼睛，到深山的秘密溫泉進行治療(REST.3)。后来在东风院祭藏的协助下重见光明。曾因為馬克貝斯說他不會講笑話而不斷練習，不過還是很冷。為了花月將太極石埋進自己體內。
笑師春樹（えみし はるき）
配音員：真殿光昭／PS2版：小野坂昌也（日本）；劉傑（台灣）
生日：5月16日／星座：新牡羊座／血型：O型／身高：178cm／体重：70kg
绰号：鲜血小丑。「VOLTS」成员之一，性格幽默，覺得讓別人歡笑是自己的存在價值。非常崇拜士度。
自稱是古樓蘭國的直系後裔。擅長使用樓蘭舞踏鞭(由樓蘭女子捐現頭髮編製而成)，實力不遜於前「VOLTS」四天王，人稱「在飛濺的鮮血中微笑的男人」。他是楼兰国的唯一男性后裔。與夏木亞紋的個性相投，後來兩人組成搞笑團體。
雨流俊樹（うりゅう としき）
配音員：小西克幸（日本）；符爽（台灣）
星座：新水瓶座／血型：A型／身高：178cm／體重：79kg
稱號：地獄的騎士。在「神的記述」篇中登場，為魯西法旗下的「地域的看門狗」。
曾為「風雅」的幹部，擅長使用村雨流掌法。與十兵衛同為花月的親衛隊，非常仰慕花月，而在花月解散「風雅」後失去音訊。「神的記述」一戰後與十兵衛一起回到無限城，成為馬克貝斯的部下。
筧朔羅（かけい さくら）
配音員：岩居由希子（日本）；楊凱凱（台灣）
生日：7月21日／星座：新巨蟹座／身高：169cm／体重：56kg／B86 W52 H86
“VOLTS”成员之一。曾為花月旗下「風雅」的幹部。十兵衛的姊姊，個性溫柔，時常擔心別人。在銀次離開無限城後輔助馬克貝斯，兩人關係曖昧。使用的武學為筧流布衣術，實力不差。

### 无限城
镜形而／加賀美京司（かがみ きょうじ）
配音員：樱井孝宏（日本）；劉傑（台灣）
生日：10月13日／星座：新乙女座／身高：180cm／体重：78kg
绰号：观察者。无限城上层的居民。自称为“观察者”监视下层人的活动。主要武器都是与镜子有关的事物。美堂给予他的绰号是“男公关”。實為托拉斯智囊團的成員，而其職位是咒術總監督，本名加賀美京司，把次原物理學與形而上學研究十分透徹，是『魔鏡效應理論』的研究者。
他用第一把鑰匙通過天國之門後跟阿蠻戰鬥並且敗北，後被赤屍所殺。其『魔鏡效應理論』有個非常嚴重的缺陷，馬克貝斯一看即發現，倉庫意利用此點設計陷阱使其跳入。長期作為倉庫的眼睛，得到倉庫所付之代價，成了超越死亡的｢超越者｣。在與阿蠻戰鬥後意識到倉庫一切的算式都可收納到一個『解』。
『解』「β」和「γ」，音為｢Betta｣和｢Gamma｣，意為｢『G』et『B』ackers。
天子峰猛（てしみね たける）
配音員：三木真一郎（日本）；于正昇（台灣）
生日：4月4日／星座：新雙魚座／血型：A型／身高：178cm／體重：85kg
“巴比伦城”的原居民，之前為了利用雷帝的力量而接近银次，並將之撫養長大；後來為了贖罪，再次踏入無限城。他同時也是"圣痕"的持有人之一。在不知不覺中成了銀次的爸爸。
不動琢磨
配音員：田中正彥（日本）；符爽（台灣）
生日：11月28日／星座：新蛇蠍座／血型：AB型／身高：195cm／體重：120kg
绰号：領悟的不動。搶奪專家，被各種慾望支配的男人。被馬克貝斯找來對付奪還小組的新任四天王之一。能力是可以預視1~3秒鐘之後的未來。武器是強韌的肉體，與在無限城得到的機械手臂。因為被美堂蠻斷過手臂，所以對其深惡痛絕。
氏家火生留（うじいえ かおる）
配音員：雪野五月（日本）；許淑嬪（台灣）
来栖柾的部下。
叶条夜（かのう じょうや）
配音員：宮田幸季（日本）；魏伯勤（台灣）
来栖柾的部下。
翳沼沙羅衣（かげぬま さらい）
配音員：田中秀幸（日本）；孫中台（台灣）
无限城的上层居民，预言者，和镜一样观望着下层的状态。
螺堂源水
配音員：佐藤正治（日本）；孫中台（台灣）
生日：1月20日／星座：新山羊座／身高：153cm／體重：78kg
无限城中的药店老板，實際上是无限城的设计者之一。教马克贝斯如何使用电脑。
螺堂莲
配音員：中西裕美子（日本）；楊凱凱（台灣）
生日：12月18日／星座：新射手座／身高：150cm／體重：43kg／B72 W50 H72
螺堂源水的孙女，男性化的打扮。

### 彌勒兄弟
著名的保護專家，人稱「七人彌勒」，為護衛魔女一族的彌勒一族後裔。七兄弟的靈魂被封入一個身體內，個別專攻一項特長，在由其中最強的一位作為統合者吞噬其他靈魂以創造最強的戰士。七個人皆為各自獨立的個體，人格切換時身體也會隨之改變，不管受傷或死亡皆不會影響其他人。
彌勒夏彥
配音員：關智一（日本）；劉傑（台灣）
生日：6月24日／星座：新雙子座／血型：不明／身高：177cm／體重：72kg
彌勒兄弟中的長男，排行第一。是阿蠻在德國時兒時玩伴，因愛麗絲之死而憎恨阿蠻，同時也一直想質問阿蠻殺死愛麗絲的理由。
戰鬥能力為七人中最平均的一位，擁有高超的技術，實力不在雪彥之下，但是由於沒有操縱重力的能力而成為被統合的人格。刀法宛如惡夢般快速銳利，絕招為「無量新月」。
彌勒緋影
彌勒兄弟中的二男，排行第二。一頭白色長髮，雙眼天生失明，因而練就感應敵人的能力。個性冷靜。擅長拔刀術，威力極大，配合感應能力能輕鬆解決敵人，缺點是須保持距離才能使用。
彌勒右狂
彌勒兄弟中的三男，排行第三。個性和外型皆十分狂野，使用一把大彎刀，以敏捷的速度攻擊敵人。
彌勒樁
彌勒兄弟中的四男，排行第四。使用兩把短刀，擅長近身戰。
彌勒時貞
彌勒兄弟中的五男，排行第五。個性直接莽撞，以一把鋼劍「小鐵」橫衝直撞，破壞力為七人中最大的一位，但反而不擅長防守，因此臉上有許多傷痕。
彌勒奇羅羅
彌勒兄弟中的長女，排行第六。為彌勒兄弟中唯一的女性。使用一把長槍，速度快攻擊範圍大，但威力較小。
彌勒雪彥
配音員：木村亞希子（日本）；魏晶琦（台灣）
彌勒兄弟中的老么，排行第七。個性善良，與銀次相遇後兩人成為朋友，但因工作關係而敵對。實力為彌勒兄弟中最強的，阿蠻只感受他的殺氣就下這個結論，形容他的殺氣宛如空氣一般。雪彥的靈魂是在愛麗絲死後才誕生的，對阿蠻的憎恨是被夏彥等人所灌輸的，自己不知該如何看待愛麗絲的存在。
使用數個圓盤型的奇型劍「風蟲」，這種武器是用特殊的隕石礦所製，密度極大而其重無比。雪彥將風蟲以高速旋轉，就會製造出一個能吞食一切的重力區塊，即為「有量圓月」。為七個彌勒的統合者，作為統合者的他擁有時貞的力量、右狂的敏捷、奇羅羅的遠戰能力、緋影的感受力、椿的近戰能力、夏彥的技術，是最後也是最強的彌勒。

### 搬運專家
接受他人委託將特定的人事物搬運到指定的地方，主要委託內容為護衛，但也能進行奪還的任務。
工藤卑弥呼（くどう ひみこ）
配音員：桑谷夏子／PS版：竹内順子／PS2版：嘉數由美（日本）；詹雅菁（台灣）
生日：2月10日／星座：新山羊座／血型：B型／身高：152 cm／體重：48 kg／B82 W51 H83
绰号：剧毒淑女。运送专家。跟以前去世的哥哥邪马人还有阿蛮一起干抢夺专家。用“毒香水”来攻击敌人。有几百种之多，但在战斗时，只佩带七种。一直在追寻哥哥去世的真正原因，跟邪馬人一樣是巫毒之子。
其實她並不是邪馬人的妹妹，而是阿蠻的妹妹。作為巫毒之子的她其心臟是第一把鑰匙。後與鏡中的另一個自己融合成為｢墮天使｣，心臟被加賀美京司取走而死亡，令阿蠻感到悲傷憤怒。後被爸爸－戴爾·凱薩以自己心臟的鑰匙救活。
認為雷帝、巫毒之王是個悲傷的存在。邪馬人當其為女人愛著而不是當妹妹。由於有血緣關係，所以對於阿蠻的邪眼近乎免疫，除非是突然中招。
赤尸藏人（あかばね くろうど）
配音員：飞田展男／PS版：杉田智和／PS2版：關俊彦（日本）；符爽（台灣）
生日：11月23日／星座：射手座／血型：AB型／身高：186 cm／體重：86 kg
绰号：豺狼医生。搬運專家，以杀人为樂。可能是整篇作品中最強的人。以手术刀为武器，体内藏有108只手术刀。能把沾有他血的東西都化作他的武器，甚至可將自己血液散發而成「血之颶風」(Bloody Hurricane)飄向對手，並能以自己的血液凝聚出一把「血紅之劍」(Bloody Sword)。對工作態度是重視其中的過程而非結果，对变成雷帝后的银次的超强大力量感到兴趣，但是最有興趣的還是人稱戰鬥天才的阿蠻。
為了見識自己完全的力量，喜歡找實力高強的對手。不過連鏡形而、奏蟬丸、來栖征，甚至是雷帝也無法讓他認真，在銀次前往天國之門後和阿蠻戰鬥，發揮出自己都不知道的100％實力，戰後本體狀似戰敗消失（阿蠻則重傷倒地）卻在之後阿蠻與眾人短暫對話後以飛刀刺入阿蠻胸口令阿蠻進入假死狀態，因此救了因為使用了第4次邪眼而即將消失的阿蠻（在阿蠻消失之前假裝殺了他阻止消失，最後由身為創世紀之王的銀次來決定）。
以前是一位在戰場上搶救生命的醫生，因為自己無法救回一位少年的生命，而感到十分痛苦，詛咒世界，使自己的「力量」覺醒，成為「超越者」。身為超越者的赤屍只要他無法想像的事就不會發生，包括自己的死亡。
與鬼里人「七頭目」之中的奏蟬丸是舊識。倉庫計算結果中那0.01%未知數，兩個的其中之一。為托拉斯智囊團的一員，被間久部博士雇用。
馬車號造（まぐるま ごうぞう）
配音員：西前忠久（日本）；宋克軍（台灣）
绰号：狂奔先生或無剎車先生。运送专家，本業是計程車司機，但是在出任務的時候總是開著一台大卡車橫衝直撞，技術高超，開著大卡車也能甩尾。由於朋友吃過劉孟焰的苦頭，所以在「奪回女神的手腕」中，特別將計程車借給美堂蠻，藉此出一口氣。

### Honky Tonk
王波儿開設於裏新宿的咖啡店，也是阿蠻等人休息與接受委託的場所。其咖啡總是讓客人讚不絕口。
王波儿（ワン ポール）
配音員：松本保典（日本）；宋克軍（台灣）
生日：4月14日／ 星座：新雙魚座／血型：A型／身高：180 cm／體重：75 kg
稱号：疾风之王 咖啡店老板，同時也是初代閃靈二人組的成員。他的咖啡店为闪灵二人组提供歇脚与休息的场所，也是其与仲介人海温接头的地方。過去曾經和阿蠻的父親一起挑戰無限城的秘密失敗而得到"聖痕"。
擁有如同風一般的速度。聽說在他全盛時期的時候，光是與其對峙都會顫慄不已。平時所戴的墨鏡完全不透光，幾乎完全看不到東西，藉此訓練自己的第六感。
海温（HEVN ヘヴン）
配音員：夏樹莉緒（日本）；魏晶琦（台灣）
生日：9月23日／ 星座：新處女座／血型：AB型身高：162 cm／體重：52 kg／ B97 W58 H89
波霸美女，经常被美堂蛮“偷袭”。有愛爾蘭人血統，是咖啡店的常客。
可以仲介任何工作的仲介人，經常介紹工作給「閃靈二人組」。而她的委託人從黑道老大到重要政治人物都有，所以她介紹的工作也都有一定的危險，另外她會抽報酬中的三成作為仲介費，使阿蠻不太想接受她仲介的工作。
水城夏实（みずき なつみ）
配音員：乙葉／PS2版：長澤美樹（日本）；許淑嬪（台灣）
生日：8月23日／ 星座：新獅子座／身高：153 cm／體重：45 kg／ B72 W55 H76
咖啡店员工。由於曾在HONKY TONK委託閃靈二人組奪回愛犬LUCKY；動畫中，則是委託閃靈二人組奪回母親贈與其之布偶，與之結識，並留在咖啡店打工，是相當有朝氣的女高中生。將棋高手。
仙洞伶奈
配音員：齋藤千和（日本）
生日：2月8日／星座：新山羊座／血型：AB型／身高：154 cm／體重：47 kg／B81 W45 H80
於「神之記述」登場，原本是魯西法旗下的默示大天使雷米爾。在魯西法戰敗之後因為無處可去，被王波兒收留，成為咖啡店的員工。因為過去的緣故對自己的信心十分薄弱，初期一旦受到打擊常常會有尋死的舉動，讓阿蠻等人膽顫心驚。

### 四木族
只在漫画和剧场CD里登场。他们是魔里人中擁有特殊力量的族群。
春木薰流
配音員：田中理惠（日本）
生日：4月19日／年齡14歲／星座：新牡羊座／血型：AB型 ／身高：130 cm／體重：40 kg
為四木族春木後裔，戴著一頂有兔耳朵的帽子，擁有「治癒」的能力。
夏木亞紋
配音員：吉野裕行（日本）
生日：8月19日／年齡20歲／星座：新獅子座／血型：A型／身高：173 cm／體重：68 kg
為四木族夏木後裔，被人稱為「死神」，具有吸收他人生命力的特殊能力「死亡」。
為人開朗，喜歡搞笑，夢想成為搞笑藝人，不過講笑話跟十兵衛一樣冷。與笑師一拍即合，組成搞笑團體。
與士度是兒時玩伴，曾經在鬼里人為了奪取「鬼魔羅」而發動的攻擊中重傷而瀕臨死亡，被士度以「鬼魔羅」救活，也因而成為「鬼魔羅」的持有者。在和魔里人戰鬥結束後為了救士度而把「鬼魔羅」給了士度。
秋木劉邦
配音員：稻田徹（日本）
生日：10月10日／年齡21歲／星座：新處女座／血型：AB型／身高：183 cm／體重：83 kg
為四木族秋木後裔，雖然老是嫌麻煩但責任感很強。擁有「沉睡」的能力。

### 鬼里人
與魔里人同為日本先原住民，擁有操控昆蟲的特殊能力。
無明院賽蝶
生日：2月4日／年齡87歲／星座：新山羊座／血型：A／身高：176 cm／體重：93 kg
鬼里人「七頭目」之一，也是蝶族族長，為兜的心腹。屬性為僧侶，會操縱干擾他人感官的不可視蝶。
妓女蜘蛛
生日：2月4日／年齡71歲／星座：新山羊座／血型：A型 ／身高：168 cm／體重：60 kg／B90 W63 H86
鬼里人「七頭目」之一，也是蜘蛛一族的族長。本名：網美隸。屬性為策士，裏新宿中華街的統治者，外表看起來為30左右的美女。
湖柳水爬
鬼里人「七頭目」之一，是水棲一族的族長。屬性為水仙，鬼里人中唯一不是操縱昆蟲而是操縱水中植物的人。
鎌多十郎
鬼里人「七頭目」之一，螳螂一族的族長。屬性為暗殺者，他的「血朝鐮刀」具有跟夏目亞紋一樣吸收生命的能力，也因而才被選為七頭目之一，實力為其中最差的。
毒蜂
鬼里人「七頭目」之一，是蜂一族的族長同時也是蜂一族的最後一人屬性為醫生，身體絕大部分以蜜蜂組成，具有跟號稱鬼里人最強的奏蟬丸有同等的力量。在『奪回「MARINE RED」』時奉令搶奪吸血鬼病毒而與閃靈二人組交手，阿蠻對他的實力有很高的評價。在地獄谷一役中再度與阿蠻交手，戰敗後身體分散成蜜蜂消失。
深山幽舟
鬼里人「七頭目」之一，是甲蟲一族的族長。屬性為戰士，為了消除業障而幫助卑彌呼等人。
奏蟬丸
鬼里人「七頭目」之一，是蟬一族的族長屬性為樂師，號稱鬼里人裡最強的人物。
緋蜘蛛霧人
妓女蜘蛛的兒子，為蜘蛛一族的繼承人。曾襲擊過士度，但因阿蠻等人的阻撓而失敗，後被卑瀰乎以忘卻香忘記當天記憶，因而出現一點後遺症。
鬼蜘蛛
蜘蛛一族的戰士，實力堅強，被阿蠻所欣賞。與妓女蜘蛛相愛卻因為階級差異而不得公開，是緋蜘蛛霧人的父親，而霧人直到地獄谷一役結束後才知道。
影蜘蛛
蜘蛛一族的戰士，身穿旗袍的少女，與飛蜘蛛聯手攻擊銀次，敗後一度要咬舌自盡，但被銀次阻止。對銀次說出鬼里人戰爭的內幕。
飛蜘蛛
蜘蛛一族的戰士，看起來年紀較小胸部卻很豐滿的女孩，與影蜘蛛聯手攻擊銀次，被銀次電昏。地獄谷一役後歸還銀次的背心，還親了他一下。

### 裏風鳥院
與風鳥院流的關係形同光與影。
黑鳥院夜半
生日：2月16日／星座：新山羊座／血型：AB型／身高：162 cm／*體重：60 kg
黑鳥院當家，天生就擁有聖痕而且出生後數分鐘就會說話，是最危險的天才。實際上是花月的親弟弟，出生在午夜，但是因為天生擁有聖痕所以被送到黑鳥院家，但是他以超凡的才能6歲便成為黑鳥院家的領導者，7歲便攻陷風鳥院本家，據傳實力能跟巫毒之王匹敵。
黑鳥院舞矢
黑鳥院夜半同父異母的姐姐。黑鳥院家三名領導之一，是黑鳥院家中的特例。根據黑鳥院家的規定只有在晚上出生的孩子才會被養大，要是在太陽在天空時出生的就會被活埋，舞矢是雙胞胎姊妹，姊姊在天亮前出生而她在天亮後才出生，遭到活埋的她因為一直哭所以她的家人用弓箭射向在土裡的她，但是卻吹起強風把箭吹走射中了姊姊，因為姊姊死了所以她才能活著也因此被取名舞矢。
黑鳥院遊利
黑鳥院舞矢、黑鳥院夜半同父異母的哥哥。黑鳥院家三名領導之一，是三人中最兇殘的。被母親懷胎20月才被生下來是以穿破母親肚子的方式出生，出生3天就長齊牙齒而且有著5歲體格的小孩，跟其他人玩遊戲一旦快輸就會攻擊對方，就算是遊戲也不會把勝利讓人所以被取名為遊利。

### 夾層地帶
戴爾‧凱薩的統治範圍。居住在當中的「der Schloss」，意為德文的城堡。
戴爾‧凱薩(der Kaiser)
生日：12月6日／星座：新蛇夫座／血型：A型／身高：178 cm／體重：69 kg
阿蠻的父親、初代閃靈二人組的成員，本名不詳。der Kaiser為德文的皇帝。
在不知何故的情況下與當年的王波兒進行戰鬥，而後不打不相識，進而組成奪還小組。17歲時阿蠻誕生後將他右手的惡魔之手封印。之後決定回德國一趟，回來後要挑戰無限城的謎團，失敗後得到聖痕決定留在無限城。
後來與巫毒之王戰鬥時就已經死亡，之後的存在，甚至當上夾層地帶統治者的他，都仰賴強烈的意志與執著。雖然是魔女皇后的兒子，不過並沒有「邪眼」這項能力。由於魔女皇后的直系子孫的心藏就是天國之門的鑰匙，所以他的心臟就是第三把鑰匙，他把化作鑰匙的心臟交給阿蠻等人後便死去。
三騎士
戴爾‧凱薩的隨從，同屬彌勒一族。其中兩人名不詳，另一人為彌勒紫紋，是「七個彌勒」與三騎士另外兩人的父親。同樣地，早在多年前與巫毒之王的戰鬥就已經死亡。
巫毒之王
生日：12月3日／星座：新蛇夫座／血型：B型／身高：190 cm／體重：100 kg
有著想要一切的慾望是魔女的敵人咒術師的首領，跟翳沼沙羅衣為有著不同靈魂的同一人，後來吞噬掉翳沼沙羅衣後用鬼魔羅通過天國之門。擁有三個聖痕，實力強大到不把夾層地帶的統治者"戴爾‧凱薩"放在眼裡，通過天國之門後在第0廣場和"雷帝"戰鬥，最後"雷帝"與"巫毒之王"都消失，留下"翳沼沙羅衣"和"銀次"，而這場勝者就是銀次。

### 其他
工藤邪馬人
配音員：藤原啟治（日本）；宋克軍（台灣）
生日：11月30日／星座：新蛇蠍座／血型：B型／身高：177 cm／體重：81 kg
稱號：劇毒高手。卑彌呼名義上的哥哥，以前與卑彌呼、阿蠻一起作搶奪專家，後來因為巫毒之子的詛咒發作而使阿蠻誤殺了他。使用毒香水的技巧遠勝卑彌呼，擅長使用加速香，而且是唯一會使用爆炎香的人。
在「神的記述」篇中被卑彌呼以「親愛的死者」召喚，以強大的實力擊敗魯西法旗下的「南方守護聖獸」。
音羽圆
配音員：松冈由贵（日本）；魏晶琦（台灣）
生日：11月2日／星座：新天秤座／血型：不明／身高：155 cm／體重：46 kg／B79 W56 H78
被稱為擁有「神之耳」的盲人女孩，能完全分辨聲音。以世界级的小提琴演奏家安东尼·比斯克提为师，成為世上數一數二的小提琴家。她的爱犬为导盲犬莫扎特。和士度兩情相悅。
灰色怪盜
配音員：緒方惠美（日本）；汪世瑋（台灣）
警視廳重犯名單編號SX-28號，本名、國籍、性別皆不明的盜賊，專門偷藝術品，目標幾乎是有贗品嫌疑卻又像真跡的畫。實際上那些畫是偉大畫家藉由靈媒所畫的「死後的作品」，為了不讓這些畫因顏料年代不符而埋沒而偷取，隨著時間讓畫擺脫贗品的嫌疑。真面目是個美女，母親是從事靈媒工作的人。
菱木龍童
稱號：不死之身。保護專家，身材魁武而力大無窮。如其稱號，異常耐打，即使是阿蠻的蛇咬與銀次的電擊皆不為所動。
間久部博士
『托拉斯智囊團』的成員之一，馬克貝斯的生母。
天野博士
無限城上層居民，為了讓已故的獨生子–天野銀次復活，集合了全世界權威組成了『托拉斯智囊團』，創立了拥有無限城的新宿。

## 用語
闪灵二人组
由戴爾·凱薩與王波兒成立的奪還小組，負責將委託人被奪走的人事物奪回。現今的成員為美堂蠻與天野银次（第三代），奪還機率幾乎百分之百，但時常因為一些原因而作白工或負債，經濟狀態十分危急。
裏新宿
日本新宿的一区，聚集非法者的黑街。
无限城
是在日本裏新宿深處内，一座被废弃了的高科技大楼和周圍無數違章建築組合而成的無法地帶。共分上中下三層，最下面一层目前由「少年王」馬克貝斯統治。
無限城與整個世界是由『托拉斯智囊團』所創造與真實世界平行的虛擬世界中。因為下層的歷史開始脫離上層而開始慢慢獨立，上層想要對下層修正卻遭到魔女皇后的阻擾，連他們派到下層的人都無法回到上層，所以他們想要把整個世界格式化。而為此，他們需要一個能夠領導的人，而被選上要作為領導者的就是一切的原點"天野 銀次"。其實創造這個世界的真正原因，是天野博士為了創造一個自己過世的孩子還活著的世界。
夾層地帶
無限城的中央區域，統治者是戴爾‧凱薩。
巴比倫城
無限城的最上層區域，其真面目是'沒有無限城的新宿"。
托拉斯智囊團
集結了物理學、化學、生物學、基因工學、電子與資訊工學、數學、醫學、語言學、社會、經濟、心理學、建築學、哲學、音樂與造型美學等等各方面最高權威，以這些學術救濟人類所組成的團體。
倉庫
『托拉斯智囊團』創立無限城世界與執行『感質創世紀計畫』所創立出來的系統。
聖痕
能夠完全發揮體內潛力的印記，除了巫毒之王擁有三個、夜半2個以外其他人都只有一個，其存在意義是為了見證未來。除了已死的戴爾‧凱薩、挖掉聖痕的花月、失去天生聖痕的夜半，跟放棄參戰的來栖4人外，其餘擁有聖痕的人都見證了惡鬼之戰的始末。
天國之門
魔女皇后為了保護下層不受巴比倫城的干涉而設立，位於巴比倫城與夾層地帶之間，想打開門就要有鑰匙。第一把鑰匙是巫毒之子的心臟、第二把鑰匙是鬼魔羅、第三把鑰匙是魔女皇后直系子孫的心臟。
第0廣場
通過天國之門來到的領域，為了進行惡鬼之戰而存在的地方，拥有聖痕才能見證惡鬼之戰。
惡鬼之戰
一場決定創世紀之王的戰鬥，事實上這場戰鬥的對戰者早就已經決定，那就是"托拉斯智囊團"所選出來的引導他們計畫的上帝之子「天野銀次」和背叛"托拉斯智囊團"的魔女皇后之孫叛徒後代「美堂蠻」之間的對戰。最後阿蠻放棄參與而讓銀次成為勝者。

## 出版書籍

### 單行本
- 青樹佑夜、綾峰欄人《閃靈二人組》 講談社 〈講談社Comics〉，單行本全39冊。

| 冊數 | 講談社         | 講談社                 | 東立出版社     | 東立出版社             | 江苏美术出版社 | 江苏美术出版社     |
| 冊數 | 發售日期       | ISBN                   | 發售日期       | ISBN                   | 發售日期       | ISBN               |
| ---- | -------------- | ---------------------- | -------------- | ---------------------- | -------------- | ------------------ |
| 1    | 1999年8月17日  | ISBN 978-4-06-312731-7 | 1999年12月15日 | ISBN 957-34-8938-4     | 2005年         | ISBN 7-5344-1773-2 |
| 2    | 1999年9月16日  | ISBN 978-4-06-312741-6 | 1999年12月15日 | ISBN 957-34-8939-2     | 2005年         | ISBN 7-5344-1774-0 |
| 3    | 1999年11月15日 | ISBN 978-4-06-312777-5 | 2000年4月22日  | ISBN 957-34-9230-X     | 2005年         | ISBN 7-5344-1775-9 |
| 4    | 2000年1月17日  | ISBN 978-4-06-312792-8 | 2000年5月24日  | ISBN 957-34-9231-8     | 2005年         | ISBN 7-5344-1776-7 |
| 5    | 2000年4月17日  | ISBN 978-4-06-312829-1 | 2000年6月15日  | ISBN 957-34-9822-7     | 2005年         | ISBN 7-5344-1777-5 |
| 6    | 2000年6月14日  | ISBN 978-4-06-312849-9 | 2000年8月4日   | ISBN 957-34-9823-5     | 2005年         | ISBN 7-5344-1860-7 |
| 7    | 2000年8月11日  | ISBN 978-4-06-312874-1 | 2000年9月7日   | ISBN 957-34-9824-3     | 2005年         | ISBN 7-5344-1860-7 |
| 8    | 2000年11月17日 | ISBN 978-4-06-312902-1 | 2001年1月7日   | ISBN 957-34-9825-1     | 2005年         | ISBN 7-5344-1860-7 |
| 9    | 2001年1月17日  | ISBN 978-4-06-312924-3 | 2001年2月20日  | ISBN 957-34-9826-X     | 2005年         | ISBN 7-5344-1860-7 |
| 10   | 2001年3月16日  | ISBN 978-4-06-312948-9 | 2001年5月10日  | ISBN 957-34-9827-8     | 2005年         | ISBN 7-5344-1860-7 |
| 11   | 2001年5月17日  | ISBN 978-4-06-312967-0 | 2001年7月5日   | ISBN 957-699-539-6     | 2005年         | ISBN 7-5344-1860-7 |
| 12   | 2001年8月10日  | ISBN 978-4-06-313007-2 | 2001年9月27日  | ISBN 957-699-540-X     | 2005年         | ISBN 7-5344-1860-7 |
| 13   | 2001年10月17日 | ISBN 978-4-06-313030-0 | 2001年11月22日 | ISBN 957-699-836-0     | 2005年         | ISBN 7-5344-1894-1 |
| 14   | 2001年12月17日 | ISBN 978-4-06-313052-2 | 2002年2月19日  | ISBN 957-699-837-9     | 2005年         | ISBN 7-5344-1894-1 |
| 15   | 2002年3月15日  | ISBN 978-4-06-313084-3 | 2002年5月18日  | ISBN 986-11-0374-0     | 2005年         | ISBN 7-5344-1894-1 |
| 16   | 2002年7月17日  | ISBN 978-4-06-363124-1 | 2002年9月17日  | ISBN 986-11-0999-4     | 2005年         | ISBN 7-5344-1894-1 |
| 17   | 2002年9月17日  | ISBN 978-4-06-363146-3 | 2002年10月30日 | ISBN 986-11-1138-7     | 2005年         | ISBN 7-5344-1894-1 |
| 18   | 2002年11月15日 | ISBN 978-4-06-363167-8 | 2003年1月14日  | ISBN 986-11-1601-X     | 2005年         | ISBN 7-5344-1894-1 |
| 19   | 2003年1月17日  | ISBN 978-4-06-363191-3 | 2003年2月21日  | ISBN 986-11-1795-4     | 2005年         | ISBN 7-5344-1894-1 |
| 20   | 2003年4月17日  | ISBN 978-4-06-363225-5 | 2003年5月26日  | ISBN 986-11-1929-9     |                |                    |
| 21   | 2003年6月17日  | ISBN 978-4-06-363250-7 | 2003年7月16日  | ISBN 986-11-2124-2     |                |                    |
| 22   | 2003年8月12日  | ISBN 978-4-06-363270-5 | 2003年9月23日  | ISBN 986-11-2358-X     |                |                    |
| 23   | 2003年11月17日 | ISBN 978-4-06-363308-5 | 2003年12月18日 | ISBN 986-11-2622-8     |                |                    |
| 24   | 2004年2月17日  | ISBN 978-4-06-363334-4 | 2004年3月12日  | ISBN 986-11-3788-2     |                |                    |
| 25   | 2004年5月17日  | ISBN 978-4-06-363369-6 | 2004年6月29日  | ISBN 986-11-4049-2     |                |                    |
| 26   | 2004年7月16日  | ISBN 978-4-06-363397-9 | 2004年8月22日  | ISBN 986-11-4970-8     |                |                    |
| 27   | 2004年10月15日 | ISBN 978-4-06-363436-5 | 2004年11月11日 | ISBN 986-11-5242-3     |                |                    |
| 28   | 2005年1月17日  | ISBN 978-4-06-363473-0 | 2005年2月25日  | ISBN 986-11-5567-8     |                |                    |
| 29   | 2005年3月17日  | ISBN 978-4-06-363498-3 | 2005年4月25日  | ISBN 986-11-6384-0     |                |                    |
| 30   | 2005年5月17日  | ISBN 978-4-06-363524-9 | 2005年6月24日  | ISBN 986-11-6385-9     |                |                    |
| 31   | 2005年7月15日  | ISBN 978-4-06-363550-8 | 2005年8月22日  | ISBN 986-11-6933-4     |                |                    |
| 32   | 2005年10月17日 | ISBN 978-4-06-363584-3 | 2005年11月16日 | ISBN 986-11-6934-2     |                |                    |
| 33   | 2005年12月16日 | ISBN 978-4-06-363608-6 | 2006年1月20日  | ISBN 986-11-7771-X     |                |                    |
| 34   | 2006年2月16日  | ISBN 978-4-06-363628-4 | 2006年3月23日  | ISBN 986-11-7772-8     |                |                    |
| 35   | 2006年5月17日  | ISBN 978-4-06-363667-3 | 2006年6月30日  | ISBN 986-11-8236-5     |                |                    |
| 36   | 2006年8月17日  | ISBN 978-4-06-363706-9 | 2006年10月31日 | ISBN 986-11-8237-3     |                |                    |
| 37   | 2006年11月17日 | ISBN 978-4-06-363743-4 | 2007年2月13日  | ISBN 978-986-11-8910-9 |                |                    |
| 38   | 2007年3月16日  | ISBN 978-4-06-363787-8 | 2007年5月28日  | ISBN 978-986-11-8911-6 |                |                    |
| 39   | 2007年4月17日  | ISBN 978-4-06-363814-1 | 2007年7月4日   | ISBN 978-986-11-9675-6 |                |                    |

### 相關書籍
- 青樹佑夜、綾峰欄人、週刊少年Magazine編輯部《閃靈二人組 裏》 講談社 〈講談社Comics〉

| 冊數 | 講談社        | 講談社                 | 東立出版社    | 東立出版社         |
| 冊數 | 發售日期      | ISBN                   | 發售日期      | ISBN               |
| ---- | ------------- | ---------------------- | ------------- | ------------------ |
| 全   | 2003年6月17日 | ISBN 978-4-06-334730-2 | 2006年6月23日 | ISBN 986-11-6585-1 |

- 青樹佑夜、綾峰欄人《閃靈二人組 原畫集》 講談社 〈KC Peace〉

| 發售日期      | 講談社                 |
| ------------- | ---------------------- |
| 2005年3月17日 | ISBN 978-4-06-364611-5 |

- 青樹佑夜、綾峰欄人、週刊少年Magazine編輯部《閃靈二人組 THE LAST PIECE》 講談社 〈KC Deluxe〉

| 發售日期      | 講談社                 |
| ------------- | ---------------------- |
| 2007年4月17日 | ISBN 978-4-06-372281-9 |

遊戲攻略書
- 《閃靈二人組 地獄的丑角公式攻略指南 霸王遊戲特輯》 講談社〈霸王Games Special〉

| 發售日期  | 講談社                 |
| --------- | ---------------------- |
| 2001年5月 | ISBN 978-4-06-343191-9 |

- 《閃靈二人組 公式攻略指南》 講談社〈霸王Games Special〉

| 發售日期  | 講談社                 |
| --------- | ---------------------- |
| 2001年8月 | ISBN 978-4-06-343193-3 |

## 電視動畫

### 製作人員
- 原作－青樹佑夜
- 漫畫－綾峰欄人（講談社刊《週刊少年Magazine》連載）
- 導演－古橋一浩、元永慶太郎
- 劇本統籌－面出明美（日语：面出明美）
- 人物設定－中嶋敦子
- 機械設定－村田俊治
- 美術監督－柴田千佳子
- 色彩設計－松本真司
- 攝影監督－川口正幸
- 剪輯－松村正宏
- 音樂－岩崎琢
- 音響監督－鶴岡陽太
- 製作人－本香、河野聰、野口和紀
- 動畫製作－STUDIO DEEN
- 製作－TBS、奪還小組（源生哲雄、丸山博雄（日语：丸山博雄）、STUDIO DEEN）

### 主題曲

#### 片頭曲
（第1話－第25話）
作詞、主唱－田村直美／作曲－田村直美、川本盛文／編曲 －川本盛文
唱片出版：Geneon娛樂
- 第49話當片尾曲使用。

（第26話－第49話）
作詞－KIRITO／作曲－Aiji／編曲－PIERROT & MASAHIDE SAKUMA／主唱、演奏－PIERROT
唱片出版：UNIVERSAL MUSIC JAPAN

#### 片尾曲
（第1話－第13話）
作詞－乙葉、堂島孝平／作曲－堂島孝平／編曲－長谷川智樹／主唱－乙葉
唱片出版：WARNER MUSIC JAPAN
（第14話－第25話）
作詞－PANINARO 30／作曲－德永曉人／編曲－清水俊也／主唱－BON-BON BLANCO
唱片出版：古倫美亞音樂娛樂
「Mr. deja vu」（第26話－第37話）
作詞－YURI／作曲－／編曲－宗像仁志／主唱－naja
唱片出版：古倫美亞音樂娛樂
「CHANGIN'」（第38話－第48話）
作詞－西寺鄉太、竹前裕／作曲－西寺鄉太、奧田健介、小松茂／編曲－NONA REEVES、門倉聰／主唱－NONA REEVES feat. YOU THE ROCK☆
唱片出版：古倫美亞音樂娛樂

### 各話列表
| 話數 | 首播日期       | 日文標題 | 中文標題                      | 編劇     | 分鏡              | 演出       | 作畫監督        |
| ---- | -------------- | -------- | ----------------------------- | -------- | ----------------- | ---------- | --------------- |
| 1    | 2002年 10月5日 |          | 簡稱G&B（銀次與蠻）           | 面出明美 | 古橋一浩          | 元永慶太郎 | 中敦子          |
| 2    | 10月12日       |          | 找回生鏽的親情！              | 根元歳三 | 元永慶太郎        | 元永慶太郎 | 井上哲          |
| 3    | 10月19日       |          | 搶奪白金大作戰！              | 面出明美 | 古橋一浩 新留俊哉 | 吉田俊司   | 服部憲知        |
| 4    | 10月26日       |          | 閃靈二人組對上運送專家!!      | 吉田玲子 | 新留俊哉          | 平向智子   | 波風立流        |
| 5    | 11月2日        |          | 黎明前的死鬥 雷帝VS豺狼醫生   | 根元歲三 | 則座誠            | 則座誠     | 森本浩文        |
| 6    | 11月9日        |          | 神之旋律奪還作戰！            | 面出明美 | 大畑晃一          | 元永慶太郎 | 井上哲          |
| 7    | 11月16日       |          | 馴獸師的變身術                | 吉田玲子 | 吉田俊司          | 吉田俊司   | 服部憲知        |
| 8    | 11月23日       |          | 響起生命的樂聲                | 根元歳三 | 添田和弘          | 平向智子   | 松島晃          |
| 9    | 11月30日       |          | 奪回夢幻向日葵！前篇          | 根元歳三 | 齊藤哲人          | 則座誠     | 森本浩文        |
| 10   | 12月7日        |          | 奪回夢幻向日葵！後篇          | 根元歳三 | 新留俊哉          | 吉田俊司   | 波風立流        |
| 11   | 12月14日       |          | 潛入無限城！奪回IL計畫        | 面出明美 | 大畑晃一          | 元永慶太郎 | 井上哲          |
| 12   | 12月21日       |          | 未知的少年！馬克貝斯          | 吉田玲子 | 添田和弘          | 平向智子   | 服部憲知        |
| 13   | 12月28日       |          | 勁爆！風鳥院流絃術            | 面出明美 | 新留俊哉          | 則座誠     | 森本浩文        |
| 14   | 2003年 1月11日 |          | 新四大天王                    | 根元歲三 | 齊藤哲人          | 吉田俊司   | 松島晃          |
| 15   | 1月18日        |          | 黑暗中揮舞的樓蘭舞踏鞭        | 吉田玲子 | 小島正士          | 古川政美   | 波風立流        |
| 16   | 1月25日        |          | 爆發！憤怒的雷帝              | 面出明美 | 齊藤哲人          | 平向智子   | 井上哲          |
| 17   | 2月1日         |          | 奪還小組集合！                | 根元歲三 | 大畑晃一          | 吉田俊司   | 服部憲知        |
| 18   | 2月8日         |          | 衝突！士度VS笑師              | 吉田玲子 | 渡部高志          | 則座誠     | 森本浩文        |
| 19   | 2月15日        |          | 朋友啊…花月VS十兵衛           | 面出明美 | 添田和弘          | 元永慶太郎 | 松島晃          |
| 20   | 2月22日        |          | 來自巴比倫市的男人            | 吉田玲子 | 小島正士          | 吉田俊司   | 波風立流        |
| 21   | 3月1日         |          | 復仇之刃·蠻VS不動             | 根元歲三 | 齊藤哲人          | 則座誠     | 井上哲          |
| 22   | 3月8日         |          | 覺醒！雷帝降臨                | 面出明美 | 大畑晃一          | 平向智子   | 森本浩文        |
| 23   | 3月15日        |          | 襲擊！虛擬軍團                | 根元歳三 | 大畑晃一          | 吉田俊司   | 服部憲知        |
| 24   | 3月22日        |          | 最後決戰！銀次VS馬克貝斯      | 面出明美 | 夏月洸            | 則座誠     | 森下昇吾        |
| 25   | 4月5日         |          | 奪回無限的未來！              | 面出明美 | 齊藤哲人 古橋一浩 | 平向智子   | 野口和夫        |
| 26   | 4月12日        |          | 熱呼呼的奪還溫泉紀行!?        | 根元歲三 | 渡部高志          | 元永慶太郎 | 森本浩文        |
| 27   | 4月19日        |          | 高中女生VS奪還專家            | 根元歲三 | 齊藤哲人          | 吉田俊司   | 井上哲          |
| 28   | 4月26日        |          | 失去過去的男人                | 根元歲三 | 古橋一浩          | 則座誠     | 服部憲知        |
| 29   | 5月3日         |          | 奪回女神的手臂！              | 面出明美 | 小島正士          | 平向智子   | 森下昇吾        |
| 30   | 5月10日        |          | 謎之刺客·彌勒兄弟             | 面出明美 | 夏月洸            | 吉田俊司   | 森本浩文        |
| 31   | 5月17日        |          | 海拉與凱特                    | 面出明美 | 大畑晃一          | 則座誠     | 波風立流        |
| 32   | 5月24日        |          | 作戰開始！銀次VS彌勒          | 面出明美 | 齊藤哲人          | 平向智子   | 井上哲          |
| 33   | 5月31日        |          | 奪回永恆的女神！              | 面出明美 | 大畑晃一          | 吉田俊司   | 服部憲知        |
| 34   | 6月7日         |          | 閃靈二人組解散!? 敵人是美堂蠻 | 前川淳   | 齊藤哲人          | 則座誠     | 森本浩文        |
| 35   | 6月14日        |          | 奪回生命之火！                | 根元歲三 | 加藤敏幸          | 平向智子   | 森下昇吾        |
| 36   | 6月21日        |          | 背負著命運的孩子們            | 面出明美 | 大畑晃一          | 吉田俊司   | 波風立流        |
| 37   | 6月28日        |          | 夏實 加油！                   | 根元歲三 | 齊藤哲人          | 則座誠     | 井上哲          |
| 38   | 7月5日         |          | 只為你的演奏會                | 前川淳   | 夏月洸            | 關田修     | 原田峰文 小松信 |
| 39   | 7月12日        |          | 銀次住院？醫院！全員集合      | 根元歲三 | 松下宏之          | 平向智子   | 森本浩文        |
| 40   | 7月19日        |          | 反擊的猴子                    |          | 小島正士          | 吉田俊司   | 森下昇吾        |
| 41   | 7月26日        |          | 再見了！愛人                  | 前川淳   | 大畑晃一          | 則座誠     | 服部憲知        |
| 42   | 8月2日         |          | 背叛的代價                    | 根元歲三 | 渡部高志          | 平向智子   | 波風立流        |
| 43   | 8月9日         |          | 再次回到無限城的男子          | 面出明美 | 松下宏之          | 關田修     | 原田峰文 小松信 |
| 44   | 8月16日        |          | 最後的四天王                  | 面出明美 | 夏月洸            | 吉田俊司   | 佐光幸惠        |
| 45   | 8月23日        |          | 復仇鬼·不動之死               | 前川淳   | 齊藤哲人          | 則座誠     | 森本浩文        |
| 46   | 8月30日        |          | 托拉斯智囊團                  | 面出明美 | 大畑晃一          | 平向智子   | 森下昇吾        |
| 47   | 9月6日         |          | 衝入貝魯特線！銀次VS柾        | 面出明美 | 夏月洸            | 吉田俊司   | 服部憲知        |
| 48   | 9月13日        |          | 宿命的對決 蠻VS赤屍           | 面出明美 | 齊藤哲人          | 元永慶太郎 | 波風立流        |
| 49   | 9月20日        |          | 閃靈二人組                    | 面出明美 | 古橋一浩          | 則座誠     | 森本浩文 中敦子 |

### 播放電視台
| 播放地區     | 播放電視台         | 播放日期                      | 播放時間（UTC+9）         | 備註                                       |
| ------------ | ------------------ | ----------------------------- | ------------------------- | ------------------------------------------ |
| 關東廣域圈   | 東京放送 (TBS)     | 2002年10月5日－2003年9月20日  | 星期六 17時30分－18時00分 | 製作局                                     |
| 近畿廣域圈   | 每日放送 (MBS)     |                               | 星期六 17時30分－18時00分 | 協力製作 雖然與TBS同步播出但晚一些時間播出 |
| 中京廣域圈   | 中部日本放送 (CBC) | 2002年10月8日－2003年9月30日  | 星期二 25時55分－26時25分 |                                            |
| 福岡縣       | RKB每日放送        |                               | 星期日 26時25分－26時55分 | 晚2個月首播                                |
| 北海道       | 北海道放送 (HBC)   | 2002年10月13日－2003年9月28日 | 星期日 6時00分－6時30分   | 晚8天首播                                  |
| 富山縣       | 鬱金香電視台 (TUT) |                               | 星期日 6時00分－6時30分   |                                            |
| 石川縣       | 北陸放送 (MRO)     |                               | 星期日 6時00分－6時30分   |                                            |
| 愛媛縣       | 愛電視台 (ITV)     |                               | 星期日 6時00分－6時30分   |                                            |
| 青森縣       | 青森電視台 (ATV)   |                               | 星期一 25時25分－25時55分 |                                            |
| 岩手縣       | IBC岩手放送        |                               | 星期一 24時50分－25時20分 |                                            |
| 宮城縣       | 東北放送 (TBC)     |                               | 星期四 26時10分－26時40分 |                                            |
| 山形縣       | TVU山形 (TUY)      |                               | 星期五 16時50分－17時20分 |                                            |
| 福島縣       | TVU福島 (TUF)      |                               | 星期日 25時20分－25時50分 |                                            |
| 山梨縣       | 山梨電視台 (UTY)   |                               | 星期一 25時25分－25時55分 |                                            |
| 長野縣       | 信越放送 (SBC)     | 2002年10月17日－2003年10月9日 | 星期四 26時00分－26時30分 |                                            |
| 靜岡縣       | 靜岡放送 (SBS)     |                               | 星期四 26時15分－26時45分 |                                            |
| 岡山、香川縣 | 山陽放送 (RSK)     |                               | 星期六 6時00分－6時30分   |                                            |
| 廣島縣       | 中國放送 (RCC)     |                               | 星期六 26時20分－26時50分 |                                            |
| 山口縣       | 山口電視台 (TYS)   | 2002年10月19日－2003年10月4日 | 星期六 25時45分－25時15分 | 晚15天首播                                 |
| 高知縣       | 高知電視台 (KUTV)  |                               | 星期四 16時25分－16時55分 |                                            |
| 長崎縣       | 長崎放送 (NBC)     |                               | 星期六 7時00分－7時30分   |                                            |
| 鹿兒島縣     | 南日本放送 (MBC)   |                               | 星期六 25時00分－25時30分 |                                            |

## 遊戲
全部由KONAMI發售。
| 中文標題                           | 日文標題          | 遊戲平台 | 發售日期      |
| ---------------------------------- | ----------------- | -------- | ------------- |
| 閃靈二人組 ～地獄的丑角～          | GetBackers-- ～～ | GBA      | 2001年4月26日 |
| 閃靈二人組                         | GetBackers--      | PS       | 2001年7月26日 |
| 閃靈二人組 ～被奪走的無限城～      | GetBackers-- ～～ | PS2      | 2002年9月26日 |
| 閃靈二人組 ～奪還吧！全員集合!!～  | GetBackers-- ～～ | PS2      | 2003年1月16日 |
| 閃靈二人組 ～首都奪還作戰！～      | GetBackers-- ～～ | GBA      | 2003年3月20日 |
| 閃靈二人組 ～邪眼封印！～          | GetBackers-- ～～ | GBA      | 2003年9月4日  |
| 閃靈二人組 ～里新宿最強戰鬥～      | GetBackers-- ～～ | PS2      | 2004年4月29日 |
| 閃靈二人組 ～相談屋遊戲～          | GetBackers-- ～～ | 手機遊戲 | 2007年配信    |
| 閃靈二人組 ～歡迎來到Show Time!!～ | GetBackers-- ～～ | 手機遊戲 | 2007年配信    |

## 廣播劇CD
| 中文標題                                                                    | 日文標題                                                    | 發售日期       | 規格編號 |
| --------------------------------------------------------------------------- | ----------------------------------------------------------- | -------------- | -------- |
| Cinematic Sound Drama 閃靈二人組 神的記述篇1 ～Divine Revelation～          | Cinematic Sound Drama GetBackers-- 1 ～Divine Revelation～  | 2003年10月24日 | MKC-0001 |
| Cinematic Sound Drama 閃靈二人組 神的記述篇2 ～The place of a god's death～ | Cinematic Sound Drama GetBackers-- 2 ～Divine Revelation～  | 2004年2月14日  | MKC-0002 |
| Cinematic Sound Drama 閃靈二人組 奪回瑪琳雷德！ ～Legend of Vampire～       | Cinematic Sound Drama GetBackers-- ！ ～Legend of Vampire～ | 2005年1月31日  | MKC-0003 |
| Cinematic Sound Drama 閃靈二人組 奪回永遠的羈絆！篇1 ～Beast Howling～      | Cinematic Sound Drama GetBackers-- ！1 ～Beast Howling～    | 2005年3月25日  | MKC-0004 |
| Cinematic Sound Drama 閃靈二人組 奪回永遠的羈絆！篇2 ～Bug's Karma～        | Cinematic Sound Drama GetBackers-- ！2 ～Beast Howling～    | 2006年1月31日  | MKC-0009 |
| Cinematic Sound Drama 閃靈二人組 奪回永遠的羈絆！篇3 ～The Origin～         | Cinematic Sound Drama GetBackers-- ！3 ～Beast Howling～    | 2006年8月31日  | MKC-0010 |

## 外部連結
- 電視動畫「閃靈二人組」官方網站｜TBS節目官網（舊） （页面存档备份，存于） （日語）
- 電視動畫「閃靈二人組」官方網站｜TBS節目官網 （页面存档备份，存于） （日語）
- 遊戲「閃靈二人組」官方網站 （页面存档备份，存于） （日語）